# Josephine Wessely

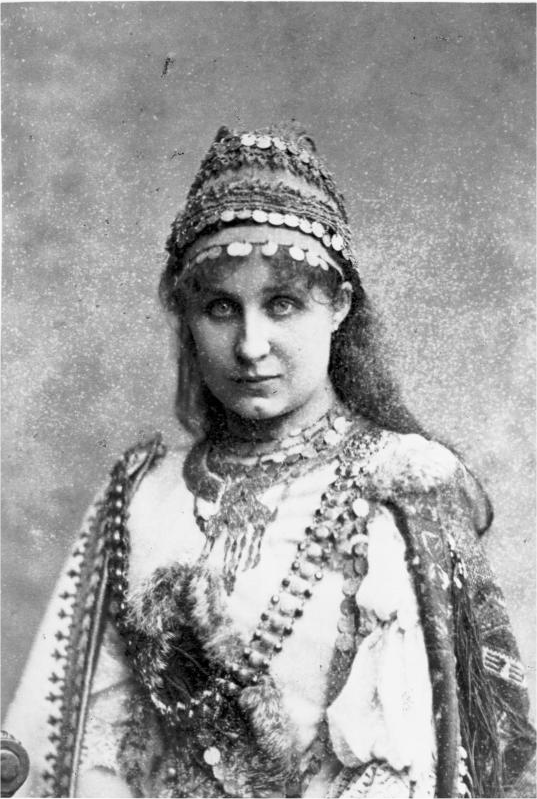
Josephine Wessely

Josephine Wessely

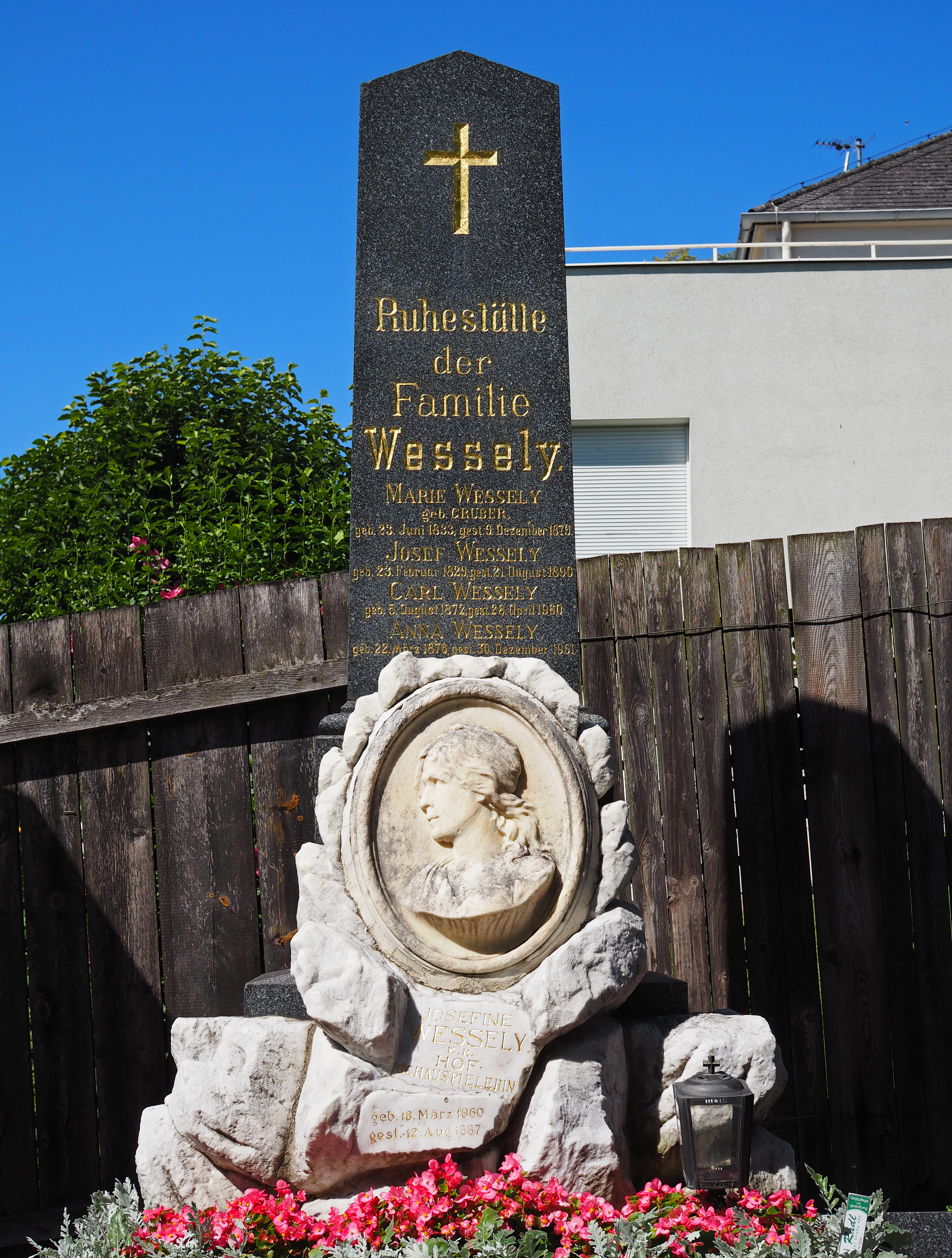
Familiengrab der Wesselys auf dem Hütteldorfer Friedhof

Josephine Wessely, auch Josefine Wessely  (* 18. März 1860 in Wien; † 12. August 1887 in Karlsbad) war eine österreichische Schauspielerin.

## Leben
Josefine Wessely trieb ab 1874 Privatstudien und besuchte die Schauspielschule des Konservatoriums der Gesellschaft der Musikfreunde. Sie debütierte am 1. Juli 1876 als Luise in Kabale und Liebe am Leipziger Stadttheater, dem sie bis 1879 angehörte, wurde dann, nach einem Gastspiel in Berlin und Wien, 1879 für das Burgtheater in Wien engagiert und 1884 zur k. k. Hofschauspielerin ernannt. Dort war sie auf Lebenszeit engagiert, starb aber schon 1887.
Sie starb an Magenkrebs und wurde auf dem Hütteldorfer Friedhof in Wien beigesetzt.
Ein Bildnis von ihr von Eduard Charlemont befindet sich in der Burgtheatergalerie. 1931 wurde der Josefine-Wessely-Weg in Wien-Meidling nach ihr benannt.
Sie war die Tante der Schauspielerin Paula Wessely.

## Bedeutung
Josefine Wessely spielte vor allem jugendlich-tragische Rollen. Großen Erfolg hatte sie als Gretchen, Marie Beaumarchais in Clavigo und Marianne.